# Justicia pseudoamazonica
Justicia pseudoamazonica är en akantusväxtart som beskrevs av Gustav Lindau. Justicia pseudoamazonica ingår i släktet Justicia och familjen akantusväxter. Inga underarter finns listade i Catalogue of Life.